# Мірах
Мірах, також Міррах (β Андромеди) — зірка, що знаходиться в сузір'ї Андромеди. Відстань від Землі, за розрахунками, що базуються на паралаксі становить 197 світлових років (60 парсек), зоря має видиму зоряну величину 2.07 (від 2.01 до 2.1). Мірах знаходиться на північному сході від Великого квадрата у Пегасі. В аматорській астрономії часто використовується для заходження М31. Поряд з цією зіркою знаходиться галактика NGC 404, яка через це отримала назву Привид Міраха.

## Характеристики β Андромеди
β Андромеди це червоний гігант спектрального класу M0 III. З 1943 року спектр цієї зорі став одним зі стандартів, з якими порівнювали спектри інших зірок. β Андромеди зараз знаходиться на стадії гігантів в зірковій еволюції, тому вона має досить великі розміри: при масі 2.49M☉ її радіус сягає 86.4 R☉.Також β Андромеди має світність, що в 1,675 раза більша за світність Сонця

## Субзоряний компонент
Дані, які було отримано у 2023 році шляхом вимірювання променевої швидкості зорі, свідчать про можливу наявність субзоряного об'єкта, який, напевно, є коричневим карликом.